# 羊鸦仁
羊鸦仁（?—549年），字孝穆，太山郡钜平县（今山东省泰安市宁阳县）人。
早年擔任仕郡主簿。官至豫州（今河南省）刺史。因東魏追擊侯景，只得放棄懸瓠（今河南省汝南县），走還義陽，最後駐守淮河驻屯。侯景派人邀請羊鸦仁一起造反，羊鸦仁不从，還逮捕侯景的使节，押送往建康。朱异認為侯景不可能叛變。不久使节獲得釋放。侯景反而上疏请诛杀羊鸦仁。台城失陷後，鸦仁被侯景所留，擔任五兵尚書，羊鸦仁卻私下自責“社稷倾危，身不能死，偷生苟免，以至于今。若以此终，没有余愤。”遂出奔江西，打算再奔赴江陵，至东莞時，被荀伯道的兒子們所殺害。其子羊亮。